# Areial
Areial é um município brasileiro do estado da Paraíba. De acordo com o Instituto Brasileiro de Geografia e Estatística (IBGE), no ano de 2019 sua população estimada foi de 6.998 habitantes. Sua área territorial é de 35,641 km².

## História
Por volta de 1915, o local onde hoje se encontra a cidade de Areial era uma parada de tropeiros que ali acampavam para dar de beber aos seus animais em uma lagoa existente nas proximidades. Por muitos anos assim permaneceu, até que um deles, Manuel Clementino, resolveu construir uma pequena casa e ali instalar um sítio que prosperou rapidamente. Sua casa passou a servir então de pousada para os mesmos tropeiros. Até cangaceiros e elementos da força pública ali se hospedaram. O desenvolvimento da localidade começou a alcançar prosperidade após 1918, quando novos moradores foram instalando suas casas e implantando pequenos sítios e fazendas. Destacavam-se entre os pioneiros: Joaquim Fonseca, Euclides Luciano.
Manuel Clementino fez doação, algum tempo depois, de um terreno para a construção de uma capela, em louvor a São José. Alguns anos mais tarde foi demolida, quando a comunidade organizou-se e adquiriu por compra de Severino Basílio, um outro terreno em local distinto, para a construção da matriz que ficou concluída em 1971. Na divisão administrativa do Brasil em 1937, bem como em 1938, figurou como distrito de Esperança, com o topônimo de Areal. Pelo decreto número 520, de 31 de dezembro de 1943, Areal passa a denominar-se Ariús. Já na divisão administrativa do quinquênio 1949/1953, seu topônimo é mudado para Novo Areial.
O Oficial do 1º Cartório de Esperança, então eleito Deputado Estadual Senhor Francisco Souto Neto, através de várias lideranças políticas de Areial, como: Francisco Apolinário da Silva, Francisco Sebastião Pereira, Sebastião Victor Guimarães, Antonio Apolinário, Antonio Barbosa Alves, Severino Francisco dos Santos, Maria Ibiapino Pereira, e outros, que habitavam o Distrito de Novo Areal, mais tarde denominado Areial. O Deputado apresentou projeto na Assembleia Legislativa para sua emancipação política, o que veio a ocorrer pela lei número 2.606, de 5 de Dezembro de 1961, sendo instalado oficialmente a 10 do mesmo mês e ano, desmembrado do município de Esperança. O seu primeiro Prefeito foi o comerciante de tecidos Severino Eleutério de Maria.
O município de Areial ocupa no estado, em extensão territorial o 138º lugar.

## Geografia[4]
O município de Areial está inserido na unidade geoambiental do Planalto da Borborema.

### Crescimento Populacional
| Fonte: IBGE |

### Vegetação
A vegetação é composta de Florestas Subcaducifólica e Caducifólica.

### Clima
O município está incluído na área geográfica de abrangência do semiárido brasileiro, definida pelo Ministério da Integração Nacional em 2005.  Esta delimitação tem como critérios o índice pluviométrico, o índice de aridez e o risco de seca.
O município está inserido nos domínios da bacia hidrográfica do rio Mamanguape. Os principais tributários são o Rio Mamanguape e o riacho Covão. A maioria dos cursos d'água têm regime intermitente. Areial conta com o açude Covão.